# Россвілл (Теннессі)
Россвілл (англ. Rossville) — місто (англ. town) в США, в окрузі Файєтт штату Теннессі. Населення — 1041 особа (2020).

## Географія
Россвілл розташований за координатами 35°2′22″ пн. ш. 89°34′5″ зх. д. / 35.03944° пн. ш. 89.56806° зх. д. (35.039410, -89.568057).  За даними Бюро перепису населення США в 2010 році місто мало площу 13,10 км², з яких 12,95 км² — суходіл та 0,15 км² — водойми.

## Демографія
Згідно з переписом 2010 року, у місті мешкали 664 особи в 275 домогосподарствах у складі 196 родин. Густота населення становила 51 особа/км².  Було 305 помешкань (23/км²).
Расовий склад населення:
| - 84,0 % — білих - 12,3 % — чорних або афроамериканців - 1,8 % — азіатів - 0,6 % — корінних американців |

До двох чи більше рас належало 1,2 %. Частка іспаномовних становила 1,4 % від усіх жителів.
За віковим діапазоном населення розподілялося таким чином: 20,0 % — особи молодші 18 років, 64,6 % — особи у віці 18—64 років, 15,4 % — особи у віці 65 років та старші. Медіана віку мешканця становила 44,8 року. На 100 осіб жіночої статі у місті припадало 110,8 чоловіків;  на 100 жінок у віці від 18 років та старших — 101,9 чоловіків також старших 18 років.
Середній дохід на одне домашнє господарство  становив 77 153 долари США (медіана — 70 673), а середній дохід на одну сім'ю — 93 977 доларів (медіана — 90 729). За межею бідності перебувало 8,2 % осіб, у тому числі 8,2 % дітей у віці до 18 років та 4,0 % осіб у віці 65 років та старших.
Цивільне працевлаштоване населення становило 316 осіб. Основні галузі зайнятості: виробництво — 19,6 %, освіта, охорона здоров'я та соціальна допомога — 15,2 %, роздрібна торгівля — 13,3 %.